# 奧斯陸地方法院
奧斯陸地方法院，是挪威奧斯陸的地方法院，位於奧斯陸市的奧斯陸法院大樓，2021年4月與奧斯陸執達法院合併而成。管轄範圍為奧斯陸全市，上訴審法院為博勒嘉勒汀上訴法院。奧斯陸地方法院為挪威規模最大的地方法院，案件量占全國20％，每年約處理4,000－5,000件刑事案件和約2,000件民事案件。
法院首長為首席法官，編制上有125名經任命的職業法官和副法官，組織分為8個部門。奧斯陸地方法院為初審法院，負責審理刑事、民事和破產案件。法院的行政和登記業務包括死亡登記、發放特定證書、辦理公證流程等。

## 法院大樓
奧斯陸地方法院位於市中心的奧斯陸法院大樓，該建築於1994年啟用，並同時是奧斯陸執達法院在2021年與奧斯陸地方法院合併前的辦公地點。博勒嘉勒汀上訴法院於1994至2005年間也與前二院合署辦公，後搬遷至其專屬大樓。

## 歷史
奧斯陸地方法院的前身為1867年1月1日成立的克里斯蒂安尼亞市法院（Christiania byrett），為挪威首座城市法院。克里斯蒂安尼亞舊有的警察法院（politiretten）、消防法院（brannretten）和監獄法院（tukthusretten）被廢除、原屬三者管轄的私人和公共秩序案件由市法院接管，克里斯蒂安尼亞執達法院（byfogdembedet）則繼續運作，處理非訟事務。市鎮執達為挪威部分市鎮任命的法官，管轄事務包括遺囑認證、破產聲請、公證、失蹤人口、部分稅務、婚姻、家事等；地方法院則負責未受市鎮執達管轄的所有民事和刑事案件。
1925年，克里斯蒂安尼亞更名奧斯陸，市法院名稱也隨之調整。2002年1月1日，挪威全國的市鎮法院更名地方法院，奧斯陸市法院（Oslo byrett）更銜為奧斯陸地方法院（Oslo tingrett）。2020年12月挪威的地方法院通過改革重組，奧斯陸執達法院和奧斯陸地方法院於2021年4月26日合併，後者成為奧斯陸唯一的初審法院。